# ميدالية آرثر داي

آرثر لويس داي

تم تأسيس هذه الميدالية عام 1948م، وذلك بتبرع من آرثر لويس داي (1869- 1960م) Arthur Louis Day العالم الفيزيائي الجيولوجي الأمريكي، ورئيس الجمعية الجيولوجية الأمريكية، تمنح هذه الميدالية سنوياً للأعمال المتميزة في مجال تطبيقات الكيمياء والفيزياء في حل المشكلات الجيولوجية، أول من حصل علي هذه الميدالية (جورج دبليو موري) وذلك عام 1948م، أما اخر من حصل عليها فهي (كاثرين فريمان) من جامعة ولاية بنسلفانيا وذلك عام 2021م .

## الفائزون بالميدالية من عام 48 إلى 2021م
2021	كاثرين فريمان
2020	ارييل د الانبار
2019	جون دبليو فالي
2018	جاي كواد
2017	نيل ر.إيفرسون
2016	دونالد ب. دينجويل
2015	جيري العاشر ميتروفيتشا
2014	ليزا تاوكس
2013	ريتشارد دبليو كارلسون
2012	جون إم إيلر
2011	سوزان ل. برانتلي
2010	جورج إي جيريلز
2009	ت. مارك هاريسون
2008	كينيث إيه فارلي
2007	ماري لو زوباك
2006	فرانك إم ريختر
2005	دونالد دبليو فورسيث
2004	إدوارد إم ستولبر
2003	دينيس في كينت
2002	ريتشارد جوردون
2001	ريتشارد جيه أوكونيل
2000	ستيفن جون سباركس
1999	دونالد جيه ديباولو
1998	إي بروس واتسون
1997	إدوارد ايرفينغ
1996	روبرت أ.بيرنر
1995	توماس جيه آرينز
1994	ديفيد والكر
1993	هيو بي تايلور الابن
1992	سوزان ويرنر كيففر
1991	إيان كارمايكل
1990	وليام س. فايف
1989	دان ماكنزي
1988	كلود ج
1987	دون إل أندرسون
1986	إي-آن زين
1985	فريمان جيلبرت
1984	والاس س.بروكر
1983	هارمون كريج
1982	يوجين إم شوميكر
1981	دونالد إل توركوت
1980	هنري جي ثود
1979	والتر الساسر
1978	صموئيل ابستين
1977	أكيهو مياشيرو
1976	هانز رامبرج
1975	ألان كوكس
1974	AE رينجوود
1973	ديفيد تي جريجس
1972	فرانك برس
1971	هانز بي اوجستر
1970	جيرالد جيه فاسربيرج
1969	هارولد سي أوري
1968	فريدريك ج
1967	O. فرانك تاتل
1966	روبرت م.جاريلز
1965	والتر هـ.مونك
1964	جيمس بيرلي طومسون الابن
1963	كيث إدوارد بولين
1962	هاتن شويلر يودر
1961	ويلارد إف ليبي
1960	كونراد ب. كراوسكوف
1959	السير إدوارد سي بولارد
1958	جون فيرهوجن
1957	هوغو بينيوف
1956	ألفريد أو سي نير
1955	ايرل انجرسون
1954	ماريون كينج هوبرت
1953	جون ف. شيرر
1952	استرليني هندريكس
1951	مارتن جيه بورغر
1950	فرانسيس بيرش
1949	وليام موريس إوينج
1948	جورج دبليو موري